# Сан-Хуан (округ, Вашингтон)
Шаблон:StateAbbr_ 48°34′ пн. ш. 122°58′ зх. д. / 48.57° пн. ш. 122.97° зх. д.
[[Категорія:Округи штату Вашингтон]]
Округ  Сан-Хуан (англ. San Juan County) — округ (графство) у штаті Вашингтон, США. Ідентифікатор округу 53055.

## Історія
Округ утворений 1873 року.

## Демографія
За даними перепису 2000 року загальне населення округу становило 14077 осіб, усе сільське. Серед мешканців округу чоловіків було 6860, а жінок — 7217. В окрузі було 6466 домогосподарств, 4014 родин, які мешкали в 9752 будинках. Середній розмір родини становив 2,65.
Віковий розподіл населення поданий у таблиці:
| Стать    | До 15 років | 15-21 | 22-29 | 30-39 | 40-49 | 50-65 | 65-85 | Понад 85 |
| -------- | ----------- | ----- | ----- | ----- | ----- | ----- | ----- | -------- |
| Чоловіки | 1105        | 489   | 347   | 680   | 1199  | 1782  | 1163  | 95       |
| Жінки    | 1091        | 407   | 360   | 748   | 1357  | 1842  | 1219  | 193      |

## Суміжні округи
- Вотком — північний схід
- Скеджіт — схід
- Айленд — південний схід
- Джефферсон — південь
- Клеллам — південь/південний захід
- Кепітел, Британська Колумбія, Канада — захід

## Виноски
1. ↑  U.S. Decennial Census. United States Census Bureau. Архів оригіналу за 12 травня 2015. Процитовано 7 січня 2014.
2. ↑  Historical Census Browser. University of Virginia Library. Архів оригіналу за 11 серпня 2012. Процитовано 7 січня 2014.
3. ↑  Population of Counties by Decennial Census: 1900 to 1990. United States Census Bureau. Процитовано 7 січня 2014.
4. ↑  Census 2000 PHC-T-4. Ranking Tables for Counties: 1990 and 2000 (PDF). United States Census Bureau. Процитовано 7 січня 2014.
5. ↑  State & County QuickFacts. United States Census Bureau. Архів оригіналу за 7 червня 2011. Процитовано 7 січня 2014. [Архівовано 2011-06-07 у Wayback Machine.](англ.) Наведено за англійською вікіпедією.
6. ↑  American FactFinder. Бюро перепису населення США. Архів оригіналу за 26 лютого 2012. Процитовано 31 січня 2008. [Архівовано 2008-05-21 у Wayback Machine.]

| США | Це незавершена стаття з географії США. Ви можете допомогти проєкту, виправивши або дописавши її. |